# Вёрда (приток Рановы)
Вёрда — река в Рязанской области России.
Протекает по территории Скопинского района. Берёт начало в районе села Дмитриево. Течение восточного и юго-восточного направления. У села Шелемишево впадает в реку Ранову в 95 км от её устья по левому берегу. Длина реки составляет 74 км, площадь водосборного бассейна — 1040 км². На реке расположен районный центр — город Скопин. Высота устья — 108 м над уровнем моря.

## Экология
В реке обнаруживается молибден, вольфрам, кобальт, аммиак и сульфаты. В 2014 году вода в реке Вёрда в районе Скопина впервые за всю историю наблюдений в Рязанской области отнесена к классу «очень грязной».

## Притоки (км от устья)
- 16 км — река Пёрка (пр)
- 24 км — река Брусна (пр)
- 32 км — река Старый Келец (пр)
- 42 км — река Слободка (лв)
- 61 км — река Теменка (пр)
- 62 км — река без названия у станции «Кремлево» (лв)

## Данные водного реестра
По данным государственного водного реестра России и геоинформационной системы водохозяйственного районирования территории РФ, подготовленной Федеральным агентством водных ресурсов:
- Бассейновый округ — Окский
- Речной бассейн — Ока
- Речной подбассейн — бассейны притоков Оки до впадения реки Мокши
- Водохозяйственный участок — Проня от истока до устья
- Код водного объекта — 09010102112110000025547[4].